# Obelisk van Aksum

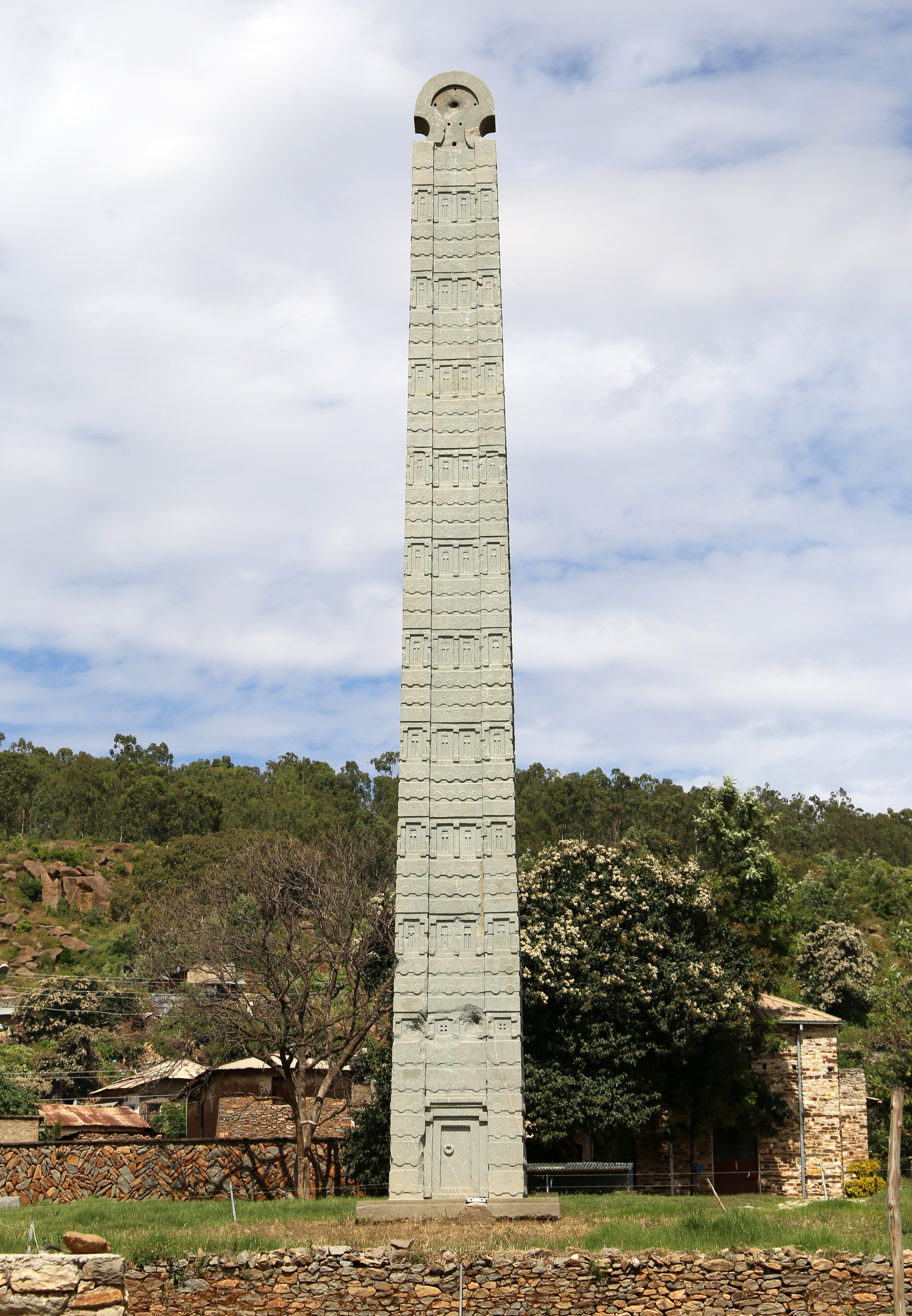
De Obelisk van Aksum

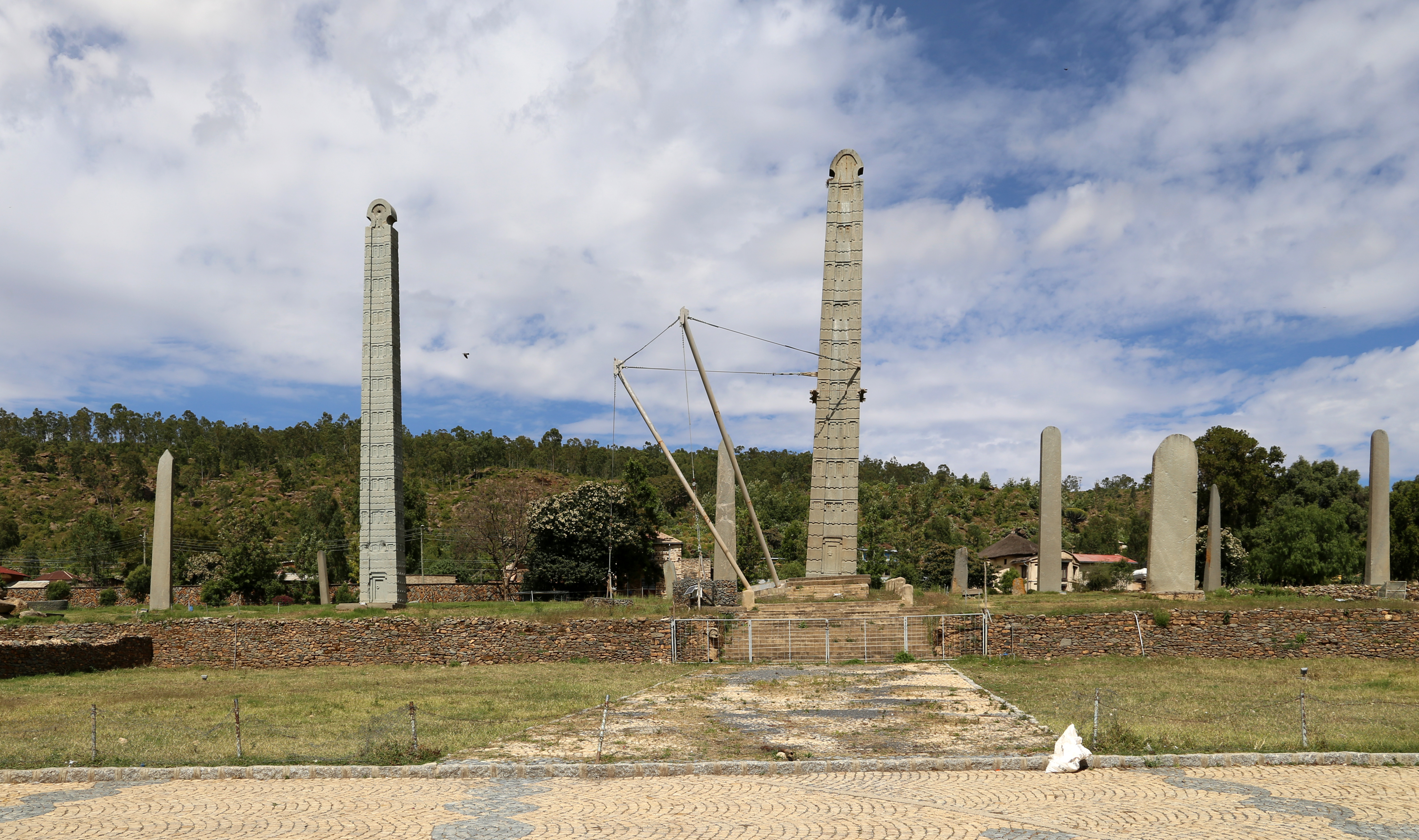
In het gebied staan meerdere pilaren

De obelisk van Aksum is een monumentale pilaar of stèle die oorspronkelijk in de 4e eeuw werd opgericht in de stad Aksum, Ethiopië. Hij is ongeveer 24 meter hoog en is versierd met inscripties en reliëfs. Hij weegt 170 ton. De gebeeldhouwde afbeeldingen stellen een tien verdiepingen tellend gebouw voor.
De obelisk is een belangrijk cultureel en historisch symbool voor Ethiopië. Hij werd in 2005 na een lange periode teruggebracht naar Ethiopië, na opslag in Rome, Italië. De obelisk was tijdens de Tweede Italiaans-Ethiopische Oorlog als buit meegenomen.